# Botrychium brevifolium
Botrychium brevifolium là một loài dương xỉ trong họ Ophioglossaceae. Loài này được Ångstr. mô tả khoa học đầu tiên năm 1866.
Danh pháp khoa học của loài này chưa được làm sáng tỏ. 